# Paul, Idaho
Paul är en ort i Minidoka County i delstaten Idaho, USA.